# Kirchenburg Holzmengen
Die evangelische Kirchenburg Holzmengen ist eine von den Siebenbürger Sachsen des Dorfes Hosman (Holzmengen) errichtete Wehrkirche in Siebenbürgen (heute im Kreis Sibiu, Rumänien) in der politischen Gemeinde Nocrich (Leschkirch).

## Kirche und Ausstattung

Darstellung des Heiligen Petrus, umgeben von Fabelwesen und allegorischen Gestalten am Westportal der Kirche.

Die erste urkundliche Erwähnung als eclesia de Holzmenia oder Helzmenia kann auf 1317/1318 bestimmt werden.
Von der auf das 13. Jahrhundert zu datierenden Basilika sind das Westportal und die Pfeiler mit den Arkaden erhalten, die früher das Hauptschiff von den Seitenschiffen getrennt haben. Am romanischen Westportal sind zahlreiche Relieffriesen vorhanden. Es zeigt deutliche Übereinstimmungen mit den Westportalen der evangelischen Kirchen von Avrig (Freck), Săcădate und Toarcla (Tarteln), die alle von der Gestaltung des Portals der römisch-katholischen Sankt-Michaels-Kathedrale in Alba Iulia (Karlsburg) beeinflusst wurden, welches von deutschen bzw. österreichischen Steinmetzen – zum Teil aus Wien – angefertigt wurde. Auch Ähnlichkeiten mit dem Portal des Stephansdoms sind daher vorhanden.
An der Westseite des Glockenturmes, links über dem Portal, ist ein eingemauertes Relief erhalten, auf dem zwei Gestalten erkennbar sind. Ob es sich dabei um die Taufe Jesu im Jordan oder um eine Darstellung von Adam und Eva handelt, ist unklar.
Das vorübergehend zugemauerte Westportal wurde Ende des 18. Jahrhunderts wieder freigelegt.
Anfang des 19. Jahrhunderts fanden zahlreiche Modernisierungen des Kircheninneren statt. Aus dieser Zeit stammen etwa der klassizistische Altar von Johann Krempels mit dem gekreuzigten Christus auf dem Hauptbild. Auch die Kanzel, die Seitenemporen und die Orgel sind auf das frühe 19. Jahrhundert zu datieren.
Die klassizistische Orgel (1808) stammt aus der Werkstätte des Orgelbauers Samuel Joseph Maetz (geboren 1760 in Holzmengen). Sie wurde in den Jahren 1886, 1969, 2001–2008 und 2019 größeren Instandhaltungs- und Restaurierungsarbeiten unterzogen. Zuletzt wurde sie am 3. und 4. August 2019 im Rahmen der 700-Jahr-Feierlichkeiten des Dorfes Holzmengen feierlich wiedereingeweiht.

## Die Kirchenburg

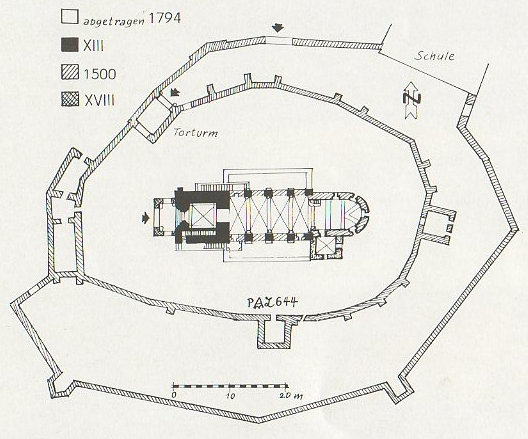
Lageplan der Kirchenburg Holzmengen von Juliana Fabritius-Dancu (1983)

Die beiden im 15. Jahrhundert errichteten Ringmauern sind bis in die Gegenwart fast komplett erhalten geblieben. Sie sind durch den Torturm – mit massivem Fallgittertor – verbunden und weisen noch Spuren eines Wehrgangs sowie einzelne Schießscharten auf. Die Kirchenburg verfügt außerdem über fünf Wehrtürme und sonstige Nebengebäude (z. B. Fruchthaus). Um 1500 wurde der Glockenturm erhöht und mit Konsolen sowie einem Wehrgang ausgestattet. In dieser Zeit wurden die Seitenschiffe abgetragen.

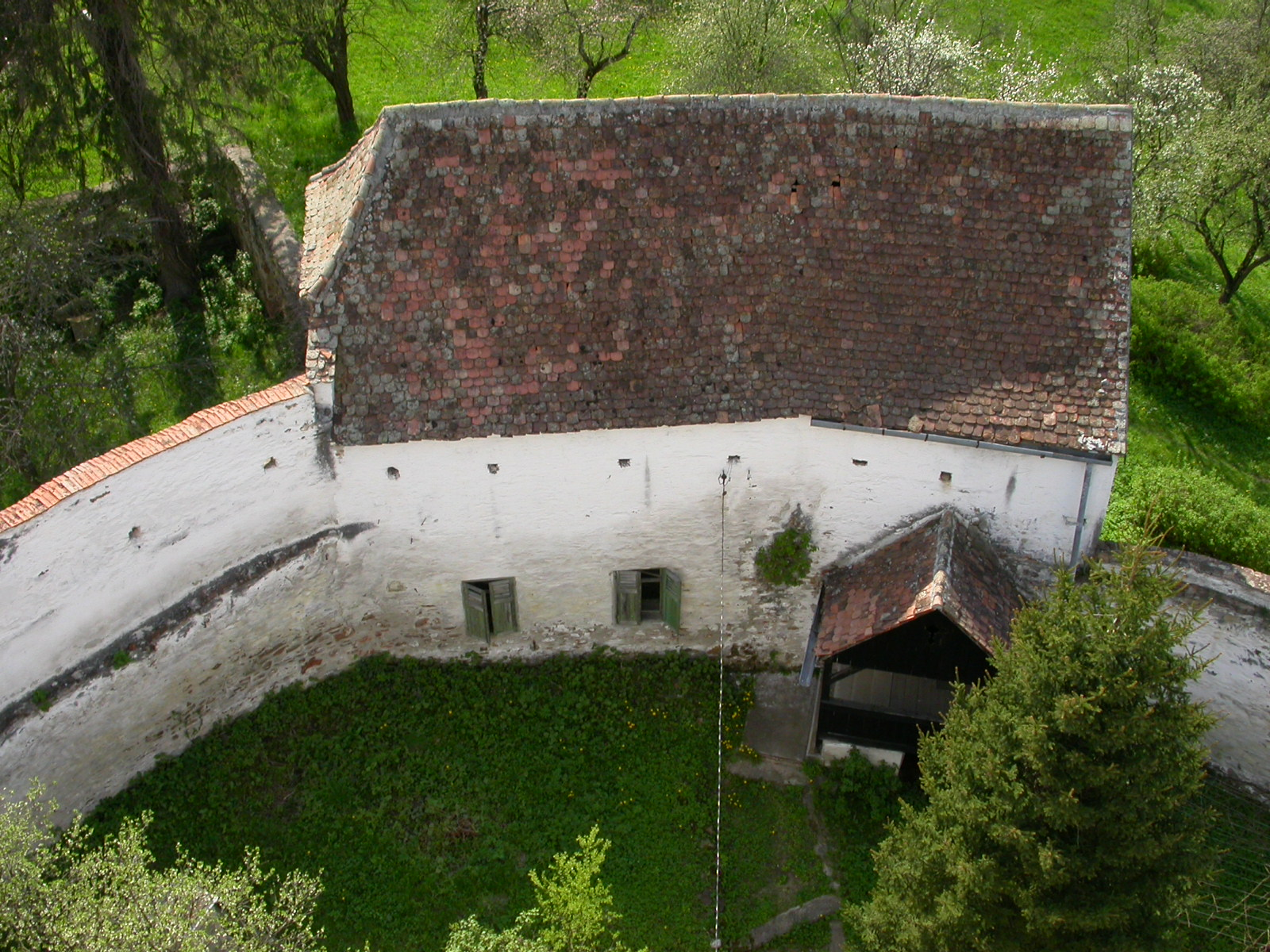
Fruchthaus (heute Museumsgebäude)

Mitte der 1990er-Jahre wurden auf Initiative der Stiftung Deutsches Kulturerbe in Rumänien an der Kirchenburg (Südturm, Torturm, Glockenturm, Dach, Ringmauer) Sicherungsarbeiten durchgeführt. Seither wurden wiederholt Sicherungsmaßnahmen z. B. durch die Stiftung Kirchenburgen der Evangelischen Kirche A. B. in Rumänien, die Heimatortsgemeinschaft Holzmengen e.V. (HOG), den Verein Ambulanța pentru Monumente und die Organisation European Heritage Volunteers durchgeführt.

## Aktuelle Nutzung
Die Kirche wird besonders in den Sommermonaten weiterhin zu gottesdienstlichen Zwecken sowie für Orgelkonzerte genutzt. Die HOG Holzmengen nutzt den zum Ensemble zählenden Kultursaal für Feste und Zusammenkünfte. Seit 1995 engagiert sich der Verein Europäisches Jugendbegegnungszentrum Kirchenburg Holzmengen e.V. / Centrul European pentru Întâlnirea Tineretului Biserica Cetate Hosman (EJBZ bzw. CEPIT) für den Erhalt, den Ausbau und die Belebung der Kirchenburg. Im Pfarrhaus betreibt der Verein eine Jugendherberge.
Regelmäßig werden am Gelände der Kirchenburg Workshops (z. B. zum Thema Restaurierung, traditionelles Handwerk etc.) angeboten. Im Monat August findet seit 2015 jährlich das Musikfestival Holzstock Festival statt und seit 2018 wird am dritten Adventswochenende regelmäßig ein Weihnachtsmarkt veranstaltet.

## Würdigungen

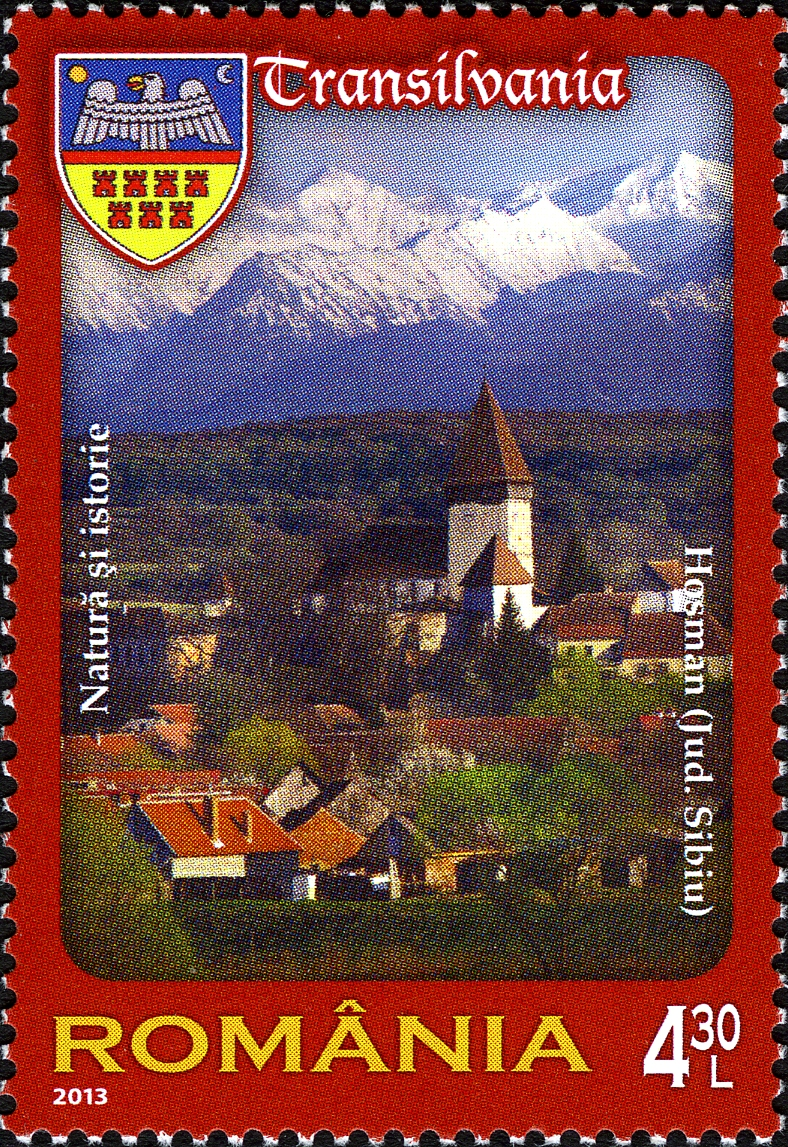
Briefmarke mit Kirchenburg Holzmengen

Die Holzmengener Kirchenburg befindet sich auf der staatlichen Liste historischer Baudenkmäler Rumäniens, unterteilt in Kirche (LMI-Code SB-II-a-A-12400.01), Innere Wehranlage (LMI-Code SB-II-a-A-12400.02) und Äußere Wehranlage (LMI-Code SB-II-a-A-12400.03).
Wegen seiner pittoresken Lage mit dem Gebirgszug der Südkarpaten im Hintergrund zieren Bilder der Kirchenburg Holzmengen die Titelblätter zahlreicher Publikationen. Im Jahr 2013 wurde eine rumänische Briefmarke mit einer Abbildung des Ensembles veröffentlicht.